# Loipothea elegantissima
Loipothea elegantissima är en insektsart som beskrevs av Heller och Rauno E. Linnavuori 1968. Loipothea elegantissima ingår i släktet Loipothea och familjen dvärgstritar. Inga underarter finns listade i Catalogue of Life.